# Phymatoceros
Phymatoceros és un gènere de plantes no vascular antocerotes de la família de les Phymatocerotaceae i de l 'ordre Phymatocerotales. Conté 3 espècies acceptades, de les quals Phymatoceros bulbiculosus, és present a la península Ibèrica. Fou descrit per Stotler, W. T. Doyle i Crand.-Stot. l'any 2005.

## Llistat d'espècies
- Phymatoceros bulbiculosus
- Phymatoceros minutus
- Phymatoceros phymatodes